# Wunibald Maria Brachthäuser
Wunibald Maria Brachthäuser OP (* 16. März 1910 in Küntrop/Sauerland als Josef Aloys Brachthäuser; † 16. Februar 1999 in Köln) war ein deutscher katholischer Geistlicher und wurde als Provinzial des Dominikanerordens (Provinz Teutonia) und als Domprediger in Köln bekannt.

## Biografie
Mit 13 Jahren wurde Josef Aloys Brachthäuser, der Sohn eines Lehrers, im Jahr 1923 in das Dominikanerkolleg in Vechta aufgenommen, wo er 1929 das Abitur absolvierte. Im selben Jahr folgte in Venlo/Niederlande der Eintritt in den Orden der Dominikaner der Provinz Teutonia, an den sich das Studium der Philosophie und Theologie in Walberberg und Düsseldorf anschloss. Er erhielt den Ordensnamen Wunibald Maria. Am 1. August 1935 wurde Brachthäuser im Hohen Dom zu Köln von Karl Joseph Kardinal Schulte zum Priester geweiht, während sich bereits einige Ordensbrüder, darunter der Provinzial, Pater Laurentius Siemer, sowie Pater Titus Maria Horten und der ehemalige Provinzial, Pater Thomas Stuhlweissenburg, in Gestapohaft befanden. Von 1937 bis 1939 absolvierte er ein Ergänzungsstudium an der Universität Fribourg / Schweiz, das er mit der Promotion zum Dr. theol. abschloss. In Fribourg trat er der Katholischen Studentenverbindung Germania-Helvetia im Kartellverband katholischer deutscher Studentenvereine (KV) bei. 1941 wurde er als Sanitätssoldat einberufen und blieb bis zum Kriegsende im Dienst. Ein Gesuch des Erzbischofs von Köln, Joseph Frings, um Freistellung von der Wehrmacht, da Brachthäuser als Domprediger am Hohen Dom zu Köln vorgesehen sei, wurde vom Chef des OKW, Wilhelm Keitel, persönlich abgelehnt. Dennoch erfolgte 1942 – wiewohl er bereits als Sanitätssoldat seinen Dienst an der Ostfront tat – seine Ernennung zum Domprediger ebendort. 1948 erwarb er sich bei der 700-Jahr-Feier des Kölner Doms als Domprediger internationales Ansehen. Die Jahre 1950 bis 1958 sahen ihn in zwei Wahlperioden als Provinzial der Dominikanerprovinz Teutonia. Seit 1958 war er Generalprediger des Dominikanerordens („Praedicator Generalis“). Von 1961 bis 1969 fungierte Brachthäuser als Prior des Dominikanerklosters St. Andreas in Köln, 1967 und 1968 war er Mitglied einer Internationalen Kommission des Dominikanerordens in Rom. Von 1983 bis zu seinem Tod war er Vizepostulator im Seligsprechungsprozess für den Pater Titus M. Horten OP.

## Wirken
Nach seiner Wahl zum Provinzial kam Brachthäuser die Aufgabe zu, den Wiederaufbau der in der Zeit des Nationalsozialismus schwer in Mitleidenschaft gezogenen Gemeinschaft der Dominikaner in der Provinz Teutonia fortzuführen. Dazu zählte vor allem die Erweiterung der Philosophisch-Theologischen Hochschule der deutschen Dominikaner in Walberberg. Dort wurde in den Jahren 1953 bis 1956 ein Neubau errichtet, der insbesondere den Aufgaben des Walberberger Instituts in der Erwachsenenbildung und sozialen Schulung diente. Außerdem übernahmen die Dominikaner 1958 zusätzlich zu ihrer Mission auf Formosa eine weitere Mission in Brasilien.

## Auszeichnungen
- Die Katholische Studentenverbindung Rheinpfalz im Cartellverband der katholischen deutschen Studentenverbindungen (CV) in Darmstadt ernannte Brachthäuser im Januar 1949 zum Ehrenphilister.[3]
- 1956 ehrte ihn der Souveräne Malteserorden mit dem Titel eines Ehrenkonventualkaplans.

## Schriften (in Auswahl)
- Gemeingut- und Gesetzesgerechtigkeit. Eine geschichtlich-systematische Untersuchung zur Gerechtigkeitslehre des hl. Thomas von Aquin, Köln: Albertus-Magnus-Verlag, 1941
- zusammen mit: Rochus Spiecker, Marcell Birner (Hg.): Register zu den Konzilsdokumenten. Luzern – München: Rex-Verlag, 1966
- Größer als die Stadt, in der du lebst. Köln 1980.